# Сосновий Степан Миколайович
Сосновий Степан Миколайович (23 березня 1896, Різдвянка (нині — Сиваське) 26 березня 1961, м. Київ) — український радянський агроном-економіст, автор першого комплексного дослідження Голодомору 1932—1933 років в Україні.

## Біографія
Народився 1896 року в селянській сім'ї. Разом із молодшим братом Тимофієм став сиротою, коли йому було 9 років. Завдяки опікунам зміг вивчитися на агронома в Харківському інституті сільського господарства та лісоводства.
У міжвоєнний період написав кілька статистичних праць, переважно присвячених оренді землі в УСРР. На початку 1932 року його звинуватили в «антимарксистських ухилах» та «проштовхуванні куркульських настроїв», після чого він був змушений написати заяву про звільнення.
В 1932—1936 роках працював агрономом у Якимівському районі Запорізької області. Був свідком Голодомору і згодом стверджував, що антирадянські настрої в нього сформувалися саме тоді.
У вересні 1941 року йому запропонували роботу в Москві, але він відмовився й залишився в окупованому Харкові. Разом із ним залишилися двоє його синів, немічна теща і хвора дружина. До кінця листопада 1941 року був безробітним. 24 листопада 1941 року влаштувався на роботу до Харківської обласної земельної управи, де працював керівником економіко-статистичного відділу. У липні 1943 року відвідав Німеччину у складі делегації агрономів Харківщини. На початку серпня 1943 року, у період активних боїв за Харків його дружина з синами переїхала до Києва. Звідти вони разом переселилися на Одещину.

## Дослідження Голодомору
З 13 вересня 1942 — по 24 січня 1943 року на шпальтах щотижневих номерів газети «Нова Україна», було опубліковано п'ять статей С. Соснового присвячених аналізу подій колективізації та Голодомору в Україні. У щоденному номері «Нової України», від 8 листопада 1942 р., вийшла його стаття «Правда про голод на Україні в 1932—1933 рр.» Статті С. Соснового були частинами його фундаментального наукового рукопису під назвою «Що дали большевики українському селянству», який, на жаль, не зберігся. В своїх статтях, як агроном-економіст і досвідчений статист, Сосновий проаналізував процес одержавлення аграрного сектору економіки в УСРР, піддавши нищівній критиці політику більшовиків на селі.
Описуючи процес знищення худоби під час колективізації, Сосновий наголошував, що зі скороченням поголів'я в роки колективізації, було ліквідовано і економічну незалежність українського селянина. Це і була головна мета радянської влади на початку сталінської аграрної революції 1927—1933 рр. Аналізуючи роль МТС, С. Сосновий показав, що створення та нав'язування цих ланок управління в Україні, фактично призвело до появи державної аграрної монополії, яка сприяла зубожінню селянства. Адже селяни в колгоспах стали залежними від послуг МТС, які дуже дорого коштували їм. При цьому, підкреслює Сосновий, процес механізації сільського господарства був реалізований невдало із великими економічними збитками.
Сам він залишався прихильником розвитку середняцьких господарств, у контексті створення сприятливих умов для розвитку селянської кооперації. На його думку, така політика була цілком реальною альтернативою жорстким централізаторським заходам примусової сталінської колективізації.
Серед газетних публікацій С. Соснового, особливу увагу заслуговує його узагальнююча стаття «Правда про голод на Україні в 1932—1933 роках». У ній автор називає голод організованим більшовиками в Україні штучним. Його мета полягала в бажанні Кремля примусити українських селян працювати в колгоспах. У вищезазначеній статті Сосновий довів штучний характер голоду, здійснивши розрахунок співвідношення між врожайністю (валовим збором злакових культур) та зерновими потребами населення України. Таким чином, з логіки С. Соснового витікає, концепція голоду, як акту геноциду по відношенню до українського селянства. Порівнюючи статистичні дані з іншими роками, включно з неврожайними, він вважав, що в Україні було достатньо збіжжя від врожаю 1932 р., для того щоб прогодувати населення і навіть худобу.
Сосновий наполягав, що природно-кліматичних факторів, що спричинили неврожай і які могли б спричинити голод у 1932 р. не існувало. Вчений також наголошував, що надмірний план хлібозаготівель став вбивчим чинником для селян, адже для його виконання в них вилучили все до останньої зернини.
Харківський агроном-економіст вважав, що головним винуватцем голоду та ініціатором колективізації в СРСР був Йосип Сталін, наголосивши при цьому, що хлібозаготівельна програма була складовою генеральної лінії партії по відношенню до українського селянства, яке опинилося в лабетах примусової колективізації.
Використавши формулу складних відсотків, оперуючи даними перепису жителів радянської України 1926 р. та низки відкритих статистично-економічних збірників 1930-х рр., у вищезазначеній статті, Сосновий першим з українських науковців зробив спробу приблизного обрахування жертв Голодомору. Згідно його даних, внаслідок цієї страшної події в Україні померло 4,8 млн чоловік, що становило приблизно 18,8 % (чверть) тогочасного населення УСРР. Щоб підкреслити масштабність такого розміру втрат для України, він порівняв відсоток втрат населення Індії під час перманентного голоду з 1769 по 1800 рр., та з масовими жертвами Першої світової війни 1914—1918 рр., наголошуючи, що відсоток втрат населення в Україні в 1932—1933 рр. у кількісному співвідношення померлих до загальної кількості населення, був значно вищим аніж в Індії та світі, після Першої світової війни.
Де-факто Степан Сосновий був фундатором кліометричного методу аналізу українського Голодомору 1932—1933 рр., цифрові показники якого в подальші роки стануть науково-теоретичним підґрунтям уточнення та спростування загальних демографічних втрат України в період сталінської колективізації.
Підкреслюючи масштаби таких втрат для України, він спробував вирахувати щоденну, щогодинну, щохвилинну та щосекундну динаміку смертей внаслідок жорстокого вбивства голодом. Ці розрахунки з часом не втратили своєї актуальності. Звинувачуючи тоталітарний режим, С. Сосновий вказував, що влада всіляко приховувала факт голоду і не зробила абсолютно нічого щоб допомогти вмираючому українському народу. Це останнє твердження підкріплене персональним тавруванням Й. Сталіна, якого Сосновий назвав «ненажерливим кровопивцею», «кровожерливим псом» та найбільшим злочинцем у світі.
Порівнюючи дії більшовицьких комнезамів та активістів з навалою монгольської орди, С. Сосновий демонструє публіцистичну алегоричність, що дозволяє вважати цю статтю яскравим прикладом антирадянської пропаганди.
У 1943—1944 рр. стаття С. Соснового «Правда про голод 1932—1933 рр. в Україні» була передрукована деякими окупаційними газетами. До середини минулого століття історико-демографічне дослідження С. Соснового не було відоме широкому загалу за межами України. І лише 2 і 5 лютого 1950 р. його надрукувала емігрантська газета «Українські вісті», що виходила в німецькому місті Новий Ульм, який був осередком українців, що отримали статус переміщених осіб. Того ж року стаття С. Соснового про голод 1932—1933 рр. вийшла окремою брошурою, що є свідченням визнання українською діаспорою позиції вченого. У 1953 р. вона з'явилася в англійському перекладі в першому томі збірника документів («The Black Deeds of the Kremlin») і свідчень про масове знищення українського селянства в кін. 1920-х — на початку 1930-х рр.
З часом, кількісні показники жертв Голодомору визначені Сосновим, будуть використані українськими дослідниками і політиками.

## Повоєнний період життя
Після війни, не приховуючи імені й прізвища, працював агрономом-економістом. 21 лютого 1950 року заарештований співробітниками УМДБ УРСР, проти нього дали свідчення колишні харківські колаборанти. Засуджений до 25 років виправно-трудових таборів, з пониженням у правах на 5 років та повною конфіскацією майна. Відбув шість років у таборі біля залізничної станції Шексна Вологодської області. Після звільнення, Степан Миколайович оформив інвалідність і оселився у селі Павлівка Арцизького району Одеської області. На той момент його перша дружина — Марія Дербек померла. Відповідно останніх даних Арцизького РАЦСу, 20 жовтня 1956 року, у 62 річному віці, Сосновий одружився вдруге на Поремській Єфросинії Кирилівні (? — ?). Незабаром подружжя, разом з одним з синів Степана Соснового переїхало до Києва.
Постановою Верховної Ради УРСР від 11 квітня 1958 р. пониження у правах по відношенню до нього було скасовано, а судимість знято.
Згідно актового запису про смерть за № 452 складеного Печерським районним у місті Києві відділом державних актів реєстрації цивільного стану Головного територіального управління юстиції: Сосновий Степан Миколайович помер 26 березня 1961 року на 66-му році життя.

## Науковий та творчий доробок
- Сосновий Степан. Нариси з техніки селянського рільництва. Харків., 1926;
- Сосновий, Степан. Оренда землі на Україні. — Харків.: Укрдержплан, 1926.
- Сосновый, Степан. Аренда земли на Украине в 1923—1926 гг.: (по материалам НК РКИ и ЦСУ) // На аграрном фронте. — 1927. — № 8/9. — С. 194—214.
- Сосновий С. «Що дали большевики українському селянству. Знищення худоби та засобів виробництва — основи селянської незалежності» Нова Україна, Вересень 13, 1942.
- Сосновий С. «Що дали большевики українському селянству. Організація голоду, як засобу тероризувати селянство та примусити його працювати в колхозах» Нова Україна, Вересень 20, 1942.
- Сосновий С. «Що дали большевики українському селянству. Організація голоду, як засобу тероризувати селянство та примусити його працювати в колхозах» Нова Україна, Вересень 27, 1942.
- Сосновий С. «Правда про голод на Україні в 1932—1933 роках». Нова Україна, Листопад 8, 1942.
- Сосновий С. «Що дали большевики українському селянству. Відрізки від садиб і зселення з хуторів». Нова Україна, Листопад 8, 1942.
- Сосновий С. «Що дали большевики українському селянству. Совєцькі МТС — знаряддя закріпачення селянства». Нова Україна, Листопад 29, 1942
- Сосновий С. «Що дали большевики українському селянству. Створення великого механізованого господарства та якою ціною воно відбулося». Нова Україна, Січень 24, 1943.
- Сосновий С. Правда про голод в Україні в 1932—1933 pp. Українські вісті, Лютий 2, 1950.
- Сосновий С. Правда про голод в Україні в 1932—1933 pp. Українські вісті, Лютий 5, 1950.
- Сосновий С. Правда про голод в Україні 1932—1933. — Новий Ульм, 1950.
- Sosnovy, S. «The Truth about the Famine» in Semen Pidhainy, ed., The Black Deeds of the Kremlin: A White Book, vol. 1 (Ukrainian Association of Victims of Russian Communist Terror: Toronto, 1953): 222—225.